# لومان، جاغوری
لومان منطقه‌ای در ولسوالی جاغوری ولایت غزنی افغانستان است که تا سنگ‌ماشه مرکز ولسوالی جاغوری ۱۷ کیلومتر فاصله دارد.
این منطقه دارای گویش غلیظ هزارگی است. هم‌اکنون به دلیل بالا رفتن سطح فرهنگ و درآمد، اکثراً مهاجر هستند. این منطقه خوش آب و هوا در جنوب شرق جاغوری موقعیت دارد که از شرق به ولسوالی قره‌باغ، از غرب به منطقه بوسید و غجور، از شمال به خدیداد و شارزیده و از جنوب به ماجری و زیرک وصل است. لومان حدوداً دارای بیشتر از ۳۰۰۰ خانوار است که اگر میانگین جمعیت هر خانوار را ۵ نفر در نظر بگیریم جمعیت این منطقه را بیش از ۱۵ هزار نفر می‌توان حدس زد.
لومان به دو دسته بنام‌های حاجی نبی و چهار قلعه تقسیم شده است. لومان دارای آب و هوای نسبتاً سرد بوده و دارای زمین‌های هموار و دشت می‌باشد.
لومان پیشینه تاریخی داشته است.

## روستاها
این منطقه از سیزده روستاهای کوچک تشکیل یافته است که عبارت اند از:
- سرلومان
- قریه احمد لومان
- تمقول
- سنگمیری
- مهتر خیل
- پای جلگه
- سنگجوی
- قلندری
- سوخته
- میانه لومان
- شاه خوجه
- آسیاب خوردی
- هاشیم بخت

در لومان چندین مکتب ابتدایی متوسطه ولیسه وجود دارد. منابع درآمد این مردم مثل بقیه مناطق جاغوری از کشاورزی و مالداری است. تقریباً ۲۰ در صد از درآمد سالانه آنها را تولید محصولات محلی تشکیل می‌دهند؛ و مابقی درآمد سالانه از منابع و درآمد دیگر نظیر تجارت و کار و کاسبی در کلان‌شهرها و کشورهای خارجی تأمین می‌گردد.

## مکتب‌ها
- لیسه عالی ذکور لومان
- لیسه عالی نسوان لومان
- لیسه عالی سنگجوی
- مکتب متوسطه آسیاب خوردی
- لیسه عالی تمقول لومان
- مکتب ابتدائه دوغ آباد لومان